# Партизани (баскетбольный клуб)
«Партиза́ни» (алб. Basketboll Klub Partizani Tirana) — албанский баскетбольный клуб из Тираны. Самый титулованный клуб Албании, в настоящее время выступает в первой лиге, куда вернулся в 2014 году после нескольких лет игры во второй лиге.

## История
«Партизани» был основан в 1946 году. Как и одноимённый футбольный клуб, баскетбольный «Партизани» контролировался Министерством обороны НСРА, поэтому клуб имел право «призывать» на военную службу игроков других команд. «Партизани» выигрывал чемпионат Албании 33 раза, причём с сезона 1971/72 по 1988/89 команда становилась чемпионом 18 раз подряд.
Клуб регулярно участвовал в международных турнирах, наиболее успешным для «Партизани» стал розыгрыш Кубка европейских чемпионов-1979/80. В группе албанцы всего на 1 очко отстали от югославского «Партизана», войдя, таким образом, в число 12 лучших клубных команд Европы того сезона.
Игроки и болельщики клуба носят неформальное прозвище «красные быки» (алб. Demat e kuq). Большая часть болельщиков поддерживает также и ФК «Партизани».

## Достижения
- Чемпион Албании (33)[1]: 1951, 1952, 1953, 1954, 1956, 1958, 1959, 1960, 1964, 1967/68, 1968/69, 1969/70, 1971/72, 1972/73, 1973/74, 1974/75, 1975/76, 1976/77, 1977/78, 1978/79, 1979/80, 1980/81, 1981/82, 1982/83, 1983/84, 1984/85, 1985/86, 1986/87, 1987/88, 1988/89, 1990/91, 1991/92, 1995/96
- Обладатель Кубка Албании (16)[5]: 1951, 1952, 1960, 1970, 1972, 1975, 1976, 1978, 1980, 1982, 1983, 1984, 1987, 1989, 1990, 1995